# Premier ministre de Moldavie
Le Premier ministre de la république de Moldavie (en roumain : Prim-ministrul Republicii Moldova) est le chef du gouvernement de la Moldavie. Il est nommé par le président de la république et dirige le gouvernement.
Depuis le 16 février 2023, le titulaire de la fonction est Dorin Recean.

## Historique
La fonction de Premier ministre fait son apparition en mai 1990 alors que le pays est encore la République socialiste soviétique moldave et remplace celle de président du Conseil des ministres.

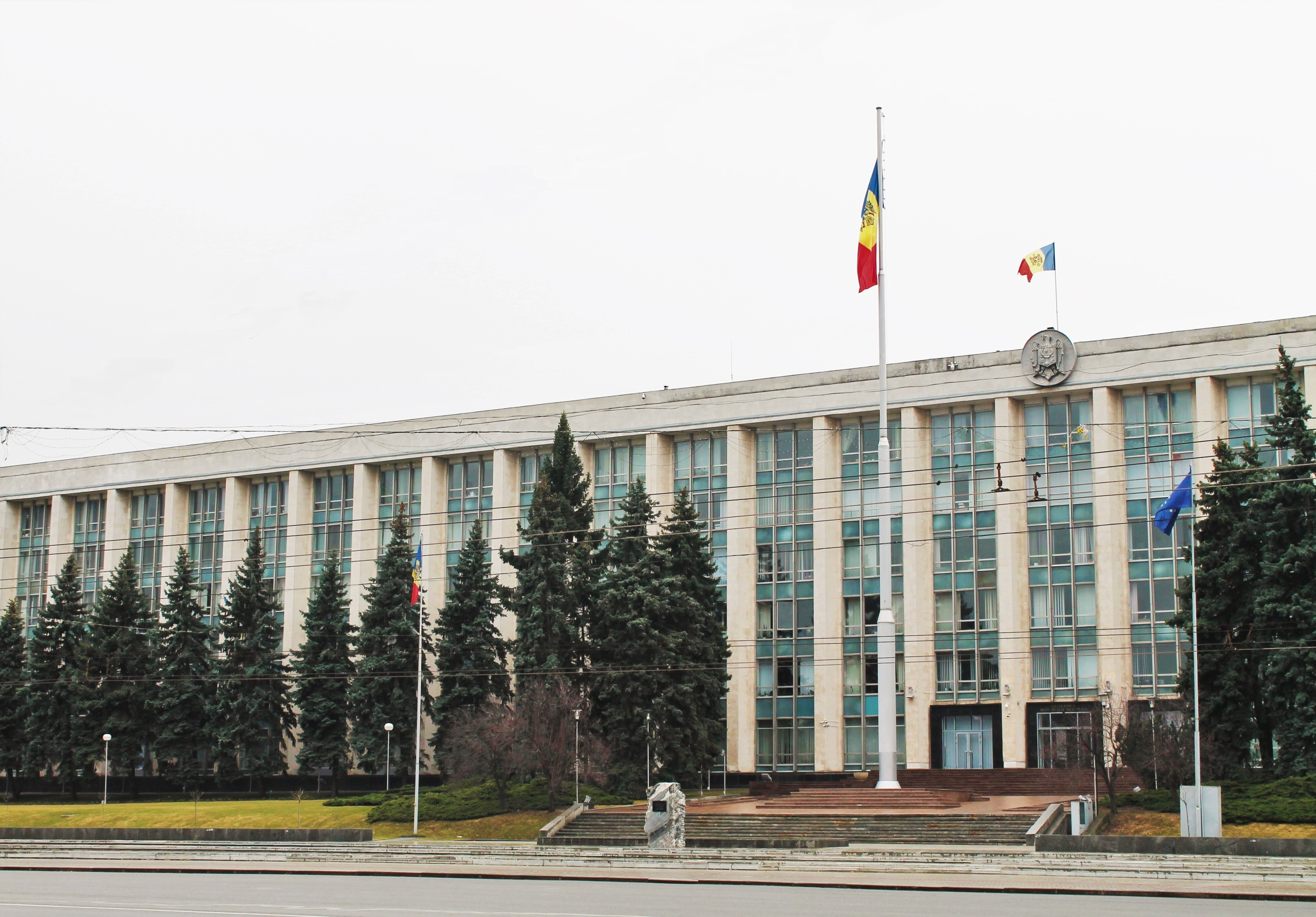
Palais du gouvernement de Moldavie.

## Liste
| N° | Nom | Nom                  | Mandat                                        | Mandat                                        | Parti       | Note |
| -- | --- | -------------------- | --------------------------------------------- | --------------------------------------------- | ----------- | --- |
| -  |     | Mircea Druc (en)     | 26 mai 1990                                   | 28 mai 1991                                   | FPM         | |
| 1  |     | Valeriu Muravschi    | 28 mai 1991                                   | 1er juillet 1992                              | FPM         | aussi président par intérim |
| 2  |     | Andrei Sangheli (en) | 1er juillet 1992                              | 24 janvier 1997                               | PAM         | |
| 3  |     | Ion Ciubuc           | 24 janvier 1997                               | 1er février 1999                              | ADR         | |
| -  |     | Serafim Urechean     | 5 février 1999                                | 17 février 1999                               | Ind.        | intérim |
| 4  |     | Ion Sturza           | 19 février 1999                               | 9 novembre 1999                               | ADR         | |
| -  |     | Valeriu Bobuțac (ro) | 12 novembre 1999                              | 21 décembre 1999                              |             | intérim |
| 5  |     | Dumitru Braghiș      | 21 décembre 1999                              | 19 avril 2001                                 | Ind.        | |
| 6  |     | Vasile Tarlev        | 19 avril 2001                                 | 20 mars 2008                                  | PCRM        | |
| 7  |     | Zinaida Greceanîi    | 31 mars 2008                                  | 14 septembre 2009                             | PCRM        | |
| -  |     | Vitalie Pîrlog       | 14 septembre 2009                             | 25 septembre 2009                             | PCRM        | intérim |
| 8  |     | Vlad Filat           | 25 septembre 2009                             | 25 avril 2013                                 | PLDM        | |
| 9  |     | Iurie Leancă         | 25 avril 2013                                 | 18 février 2015                               | PLDM        | |
| 10 |     | Chiril Gaburici      | 18 février 2015                               | 22 juin 2015                                  | PLDM        | |
| -  |     | Natalia Gherman      | 22 juin 2015                                  | 30 juillet 2015                               | PLDM        | intérim |
| 11 |     | Valeriu Streleț      | 30 juillet 2015                               | 30 octobre 2015                               | PLDM        | |
| -  |     | Gheorghe Brega       | 30 octobre 2015                               | 20 janvier 2016                               | PL          | intérim |
| 12 |     | Pavel Filip          | 20 janvier 2016                               | 8 juin 2019 (de facto) 14 juin 2019 (de jure) | PDM         | Reconnu par la Cour constitutionnelle, dans le cadre de la crise constitutionnelle de 2019, il démissionne officiellement le 14 juin 2019.                  |
| 13 |     | Maia Sandu           | 8 juin 2019 (de facto) 14 juin 2019 (de jure) | 14 novembre 2019                              | PAS         | Non reconnue par la Cour constitutionnelle, dans le cadre de la crise constitutionnelle de 2019, elle est définitivement reconnue à partir du 14 juin 2019. |
| 14 |     | Ion Chicu            | 14 novembre 2019                              | 31 décembre 2020                              | Indépendant | |
| -  |     | Aureliu Ciocoi       | 1er janvier 2021                              | 6 août 2021                                   | Indépendant | intérim |
| 15 |     | Natalia Gavrilița    | 6 août 2021                                   | 16 février 2023                               | PAS         | |
| 16 |     | Dorin Recean         | 16 février 2023                               | En cours                                      | Indépendant | |

## Compléments